# Batzendorf
Batzendorf (Bàtzedorf in dialetto alsaziano) è un comune francese di 984 abitanti situato nel dipartimento del Basso Reno nella regione del Grand Est.

## Società

### Evoluzione demografica
Abitanti censiti